# Podolí (Žďár nad Sázavou-i járás)
Podolí település Csehországban, a Žďár nad Sázavou-i járásban. Podolí Bobrová, Radešín, Radešínská Svratka, Bohdalec és Řečice településekkel határos. Lakosainak száma 95 fő (2024. január 1.).

## Népesség
A település lakosságának változását az alábbi diagram mutatja:
| Lakosok száma | 178  | 163  | 167  | 138  | 115  | 101  | 100  | 95   | 89   | 95   |
|               | 1869 | 1890 | 1921 | 1950 | 1980 | 2001 | 2017 | 2019 | 2022 | 2024 |